# Radoželje
Radoželje (cyr. Радожеље) – wieś w Bośni i Hercegowinie, w Republice Serbskiej, w gminie Rudo. W 2013 roku liczyła 25 mieszkańców.